# Paisley Park Studios
Paisley Park Studios is een studiocomplex ten behoeve van geluidsopnamen, repetities, en video- en filmproducties. Het is gevestigd in Chanhassen, ruim 25 km ten zuidwesten van de binnenstad van Minneapolis, in de Amerikaanse staat Minnesota. De studio's doen dienst als museum.

## Geschiedenis en betekenis
De studio, ontworpen door en tot aan zijn overlijden in 2016 in bezit van de Amerikaanse popartiest Prince, werd officieel geopend op 11 september 1987. Samen met de Pachyderm Studio in Cannon Falls, Minnesota, is het een van de bekendste en historisch belangrijkste opnamestudio's van dit deel van de Verenigde Staten. Het complex kostte bij oplevering zo'n tien miljoen dollar.
De naam "Paisley" komt van het bekende stofpatroon uit Kasjmir. De naam werd ook gebruikt als titel van  het nummer Paisley Park van het  uit 1985 stammende Around the World in a Day en was tevens tussen 1985 en 1993 de naam van zijn platenlabel (Paisley Park Records).
Na de dood van Prince werden de studio's omgevormd tot een museum.

## Faciliteiten
Het complex kent vier opnamestudio's; A, B, C en D. Studio A heeft een 80-sporen opnamefaciliteit en studio B 48-sporen. C en D zijn kleiner en beter ingericht voor kleinschalige producties. Het podium heeft een oppervlakte van ruim 3800 m² en wordt gebruikt voor concerten, repetities, fotoreportages en film- en videoproducties.

## Uiterlijk
De buitenkant is geheel in het wit. De binnenkant is in een typische Prince-manier vormgegeven, met vele referenties naar zijn verleden, zoals onder andere gouden platen, symbolen en foto's. Het complex wordt dan ook weleens omschreven als het Graceland voor Prince-fans.